# NGC 4
Az NGC 4 egy spirálgalaxis a Pisces (Halak) csillagképben. Mellette látható a WISEA J000724.14+082241.1 nevű 15 magnitúdós vörös óriás csillag.

## Felfedezése
Az NGC 4 galaxist Albert Marth fedezte fel 1864. november 29-én. Koordinátáit hibásan adták meg, a galaxist magát LAMOST J000724.42+082225.6 néven katalogizálták, bár a két objektum valószínűleg teljesen ugyanaz.

## Tudományos adatok
A galaxis a vöröseltolódása alapján kb. 134.429 – 167.248 megaparszekre lehet tőlünk (az adatok a két katalógusnál mások). Fényessége 14,26 magnitúdó látható hullámhosszon, infravörösben pedig 11-12 magnitúdó.

## Megfigyelési lehetőség
A galaxis az északi égboltról megfigyelhető, a 35 Piscium és c Piscium jelű csillagok között. Szűkebben, a TYC 594-584-1 jelű G-típusú csillag mellett.